# Кокино
42°15′36″ пн. ш. 21°51′00″ сх. д. / 42.26000° пн. ш. 21.85000° сх. д.

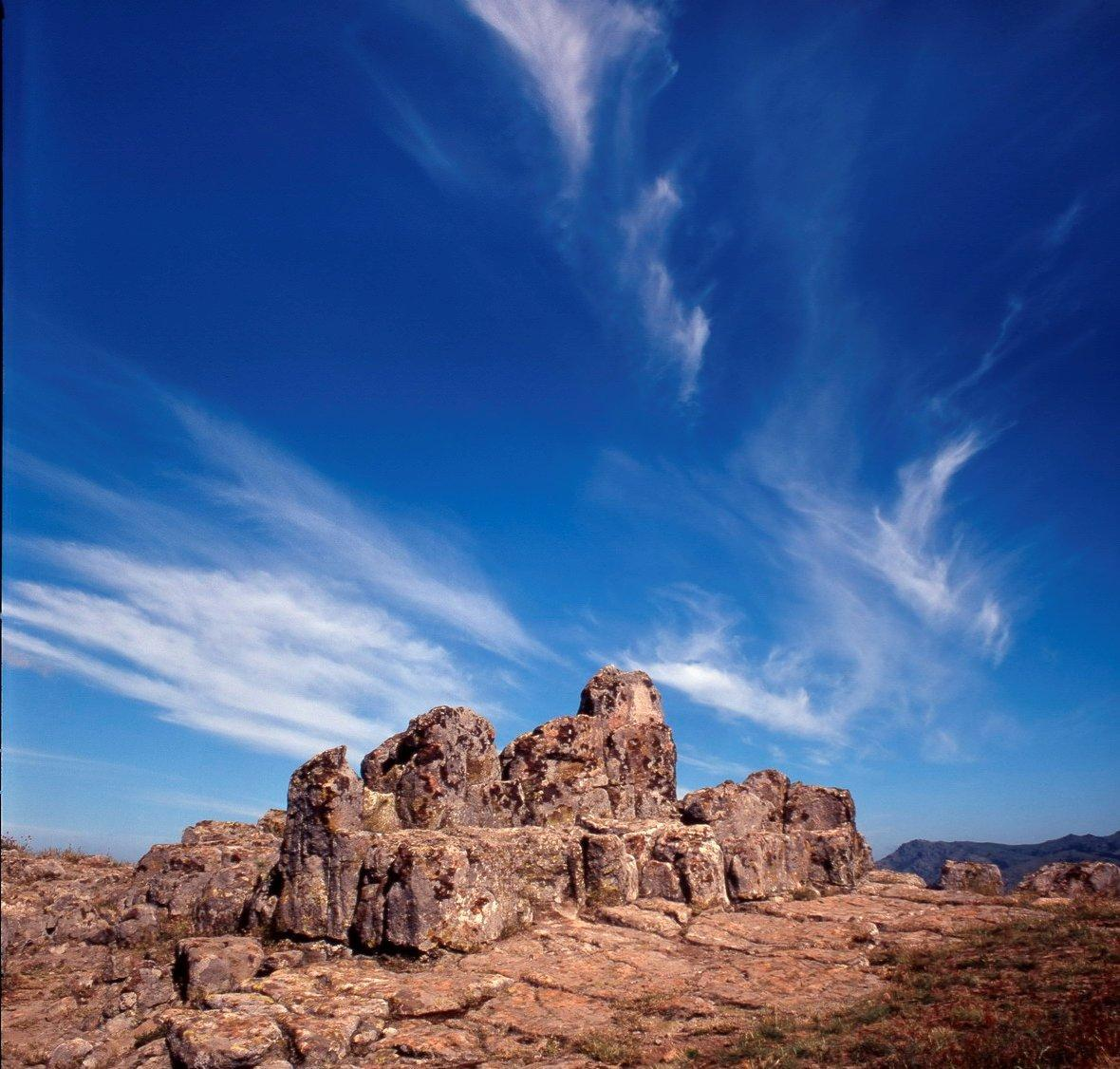
Татичев Камен

Кокино — археологічний пам'ятник, розташований на території республіки Північної Македонії, в 30 км від міста Куманово біля села Старо-Нагоричане, на висоті 1030 м над рівнем моря на височині Татичев Камен. Радіус пам'ятника складає 100 метрів.
Вік пам'ятника — близько 3800 років. Найбільш ранні археологічні знахідки відносяться до ранньої бронзової доби. Найчисленніші знахідки відносяться до середньої бронзової доби (в основному керамічні ємності, кам'яні жорна, декілька форм для відливки). Також знайдена група предметів залізної доби. Пам'ятник вперше досліджували в 2001 році болгарські астрофізики А. Стоєв та М. Мългова, їхні дослідження продовжив в 2002 році Генев з Македонії, який вважає Кокино «мегалітичною обсерваторією».
Македонське керівництво запропонувало включити об'єкт в список Світової спадщини ЮНЕСКО.